# 임베디드 오픈타입
임베디드 오픈타입(Embedded OpenType, EOT) 글꼴은 마이크로소프트가 웹 페이지에 임베디드 글꼴로 사용할 목적으로 설계한 오픈타입 글꼴의 축소형이다. 확장자는 ".eot"이다.

## 웹 임베디드 폰트 툴
웹 임베디드 폰트 툴(Web Embedded Fonts Tool, WEFT)은 마이크로소프트의 동적 웹 글꼴 유틸리티이다.
WEFT는 마이크로소프트 인터넷 익스플로러를 사용하는 사람들에게 웹 페이지와 연결된 동적 글꼴을 사용할 수 있도록 해 준다.
대부분의 글꼴을 WEFT를 사용해서 첨부할 수 있다. 하지만 일부 글꼴들은 디자이너에 의해서 첨부할 수 없음으로 디자인되기도 한다. 또한 문제가 있는 글꼴들은 사용할 수 없다. 비영어권 웹 사이트에서 주로 사용되는 기술이고, 한국에서도 많이 볼 수 있다. 하지만 인터넷 익스플로러 이외의 브라우저를 사용하면 글꼴을 볼 수 없다.

## 같이 보기
- 오픈타입